# کهینده فاتای
کهینده فاتای (انگلیسی: Kehinde Fatai؛ زادهٔ ۱۹ فوریهٔ ۱۹۹۰) بازیکن فوتبال اهل نیجریه است.
از باشگاه‌هایی که در آن بازی کرده‌است می‌توان به باشگاه فوتبال دینامو مینسک، باشگاه فوتبال آسترا جورجو، باشگاه فوتبال اسپارتا پراگ، باشگاه فوتبال کلوب بروخه، و باشگاه فوتبال اوفا اشاره کرد.
وی همچنین در تیم‌های ملی فوتبال زیر ۲۰ سال نیجریه و زیر ۲۳ سال نیجریه بازی کرده‌است.